# Silawan Intamee
Silawan Intamee, née le 22 janvier 1994, est une joueuse thaïlandaise de football évoluant au poste de milieu de terrain. Elle joue en faveur du Chonburi Sriprathum et avec l'équipe nationale thaïlandaise.

## Biographie
Intamee participe avec l'équipe de Thaïlande à la Coupe du monde 2015 qui se déroule au Canada. Par la suite, elle se classe quatrième de la Coupe d'Asie 2018.
Elle fait ensuite partie des 23 joueuses retenues afin de participer à la Coupe du monde 2019 organisée en France.